# Świnka (pétanque)

## Wpetance

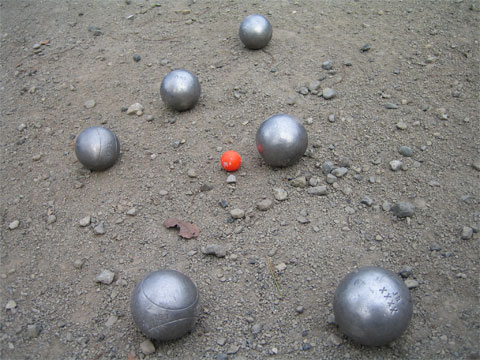
Świnka i bule.

Świnka (fr. cochonet – prosiaczek) – mała drewniana lub plastikowa kulka o średnicy 30 mm (do roku 2008 włącznie średnica mieściła się w przedziale od 25 do 35), stanowiąca cel, w pobliże którego zawodnicy starają się umieścić swoje bule.
W konkurencji strzału precyzyjnego świnka stanowi przeszkodę w ustawieniu drugim i cel w ustawieniu piątym. Regulamin konkursu strzału precyzyjnego nie informuje w jakim rozmiarze powinna być świnka. Domyślnie jest to świnka o rozmiarze określonym w przepisach nadrzędnych tj. Regulaminie Gry. Świnka przeszkoda powinna być „w ciemnym kolorze” świnka cel „w jasnym kolorze” – nie są jednak podane przykłady, który kolor jest jasny, a który ciemny. Decyzja zatem pozostaje w gestii sędziego.
Tradycyjnym tworzywem do produkcji świnki było od zawsze drewno, a przez swoje właściwości najbardziej cenione było drewno bukszpanu.
Jednak rzekomo jedyny producent świnek do pétanque, które posiadają oficjalna akceptację Międzynarodowej Federacji Pétanque i Gry Prowansalskiej (FIPJP), firma MS Pétanque, stosuje wyłącznie tworzywo sztuczne.

### Inne nazwy
- prosiaczek,
- koszon (fr. cochonet),
- buszon (fr. bouchon),
- kulka,
- mała (fr. le but),
- jack (ang.)

## Wbocce
Pallino nie ma określonych regulaminowo rozmiarów, ale jego standardowy rozmiar to 40 mm.

### Inne nazwy
- pallino (wł.),
- pill (wł.),
- bolus (wł.),
- boccino (wł.).

## Wbochas
Podobnie jak pallino we włoskich bocce, tak bochín w argentyńskich bochas ma rozmiar określony przez niepisaną tradycję – jest on identyczny jak w bocce i wynosi 40 mm.

## W innych grach
W grze tejo (odmianie argentyńskiej i peruwiańskiej) bochín występuje w formie krążka o średnicy 40 mm. W odmianie kolumbijskiej, ze względu na jej specyfikę, nie ma bochín, gdyż nie ma potrzeby stosowania jego odpowiednika. Zastępuje go mała, trójkątna, papierowa saszetka z prochem dymnym umocowana na małej metalowej obręczy wklejonej w glinę.